# ジオヴァンニ・ピッコローモ
ジオヴァンニ・ピッコローモ（ポルトガル語: Giovanni Piccolomo、1994年4月4日 - ）は、ブラジルのサッカー選手。ポジションはMF。

## クラブ歴
SCコリンチャンス・パウリスタの下部組織出身でトップチームに昇格。FIFAクラブワールドカップ2012に出場し優勝したメンバーの一人となった。その後は期限付き移籍で多数のクラブに在籍した。
2017年にクルーベ・ナウチコ・カピバリベに完全移籍。2018年にゴイアスECに移籍。